# 1202-es busz
Az 1202-es jelzésű autóbuszvonal egy országos autóbuszjárat volt, amely Budapestet kötötte össze Balatonfüreddel. 
Útvonalhossza 137,4 km volt, menetideje 2 óra 35 perc (155 perc) volt. Naponta egy járatpár szállította az utasokat.
A járatra kiegészítő jegy vásárlása kötelező volt. 
A 2021. június 16-ai menetrend módosításokkal a Volánbusz megszüntette az autóbuszvonalat.

## Megállóhelyei
| 0  | Budapest, Népliget autóbusz-pályaudvar végállomás             | 21 | 1, 1M 254E 901, 914, 914A, 918, 950, 950A 607, 608, 626, 627, 628, 629, 630, 631, 632, 633, 635, 636, 654, 655, 656, 660, 661, 705 1080, 1081, 1085, 1087, 1090, 1092, 1094, 1110, 1111, 1113, 1120, 1121, 1125, 1131, 1134, 1136, 1173, 1174, 1175, 1176, 1177, 1183, 1184, 1185, 1188, 1189, 1190, 1193, 1194, 1201, 1204, 1205, 1206, 1212, 1215, 1216, 1229, 1230, 1251, 1253, 1254, 1257, 1268 | Népliget autóbusz-pályaudvar Népliget Planetárium, Groupama Aréna |
| 1  | Budapest, Petőfi híd, budai hídfő                             | 20 | 4, 6 153, 154, 212 918 1173, 1174, 1175, 1176, 1177, 1183, 1184, 1185, 1188, 1189, 1190, 1193, 1194, 1201, 1204, 1205, 1206, 1212, 1215, 1216, 1229, 1230, 1251, 1253, 1254, 1257 |                                                                   |
| 2  | Budapest, Újbuda-központ                                      | 19 | 4, 17, 41, 47, 48, 56, 61 33, 53, 58, 150, 153, 154, 212 918, 973, 973A 1173, 1174, 1175, 1176, 1177, 1183, 1184, 1185, 1188, 1189, 1190, 1193, 1194, 1201, 1204, 1205, 1206, 1212, 1215, 1216, 1229, 1230, 1251, 1253, 1254, 1257 |                                                                   |
| 3  | Budapest, Sasadi út                                           | 18 | 8E, 40, 40B, 40E, 53, 87, 88, 88A, 108E, 139, 140, 140A, 150, 153, 154, 172, 173, 187, 188, 188E, 240, 272 908, 940, 941, 972, 972B 731, 760, 764, 770 1173, 1174, 1175, 1176, 1177, 1183, 1184, 1185, 1188, 1189, 1190, 1193, 1194, 1201, 1204, 1205, 1206, 1212, 1215, 1216, 1229, 1230, 1251, 1253, 1254, 1257 |                                                                   |
| 4  | Székesfehérvár, Zombori út                                    | 17 | 17, 22 707, 747, 748, 749, 750, 751, 757, 758, 759 1174, 1204, 1205, 1215 |                                                                   |
| 5  | Székesfehérvár, Király sor                                    | 16 | 14, 22, 23, 23E, 31, 31E, 40, 41, 42, 43, 44, 45 707, 747, 748, 749, 750, 751, 757, 758, 759 1174, 1204, 1205, 1215 |                                                                   |
| 6  | Székesfehérvár, autóbusz-állomás                              | 15 | 10, 11, 11A, 11G, 12, 12A, 12Y, 13, 13A, 13G, 13Y, 14, 14G, 15, 15Y, 26, 26A, 26G, 27, 36, 37, 38, 40, 41, 42, 43, 44, 45 707, 747, 748, 749, 750, 751, 758, 759 1173, 1174, 1204, 1205, 1215, 1507, 1510, 1529, 1563, 1628, 1703, 1706, 1707, 1734, 1803, 1808, 1809, 1822, 1823, 1824, 1826, 1841, 1842, 1843, 1844, 1845, 1853 5447, 5552, 7313, 7315, 7398, 8000, 8001, 8010, 8011, 8013, 8030, 8032, 8033, 8035, 8037, 8039, 8040, 8041, 8042, 8046, 8047, 8048, 8049, 8050, 8055, 8060, 8062, 8065, 8066, 8067, 8068, 8069, 8070, 8078, 8086, 8090, 8092, 8093, 8095, 8096, 8097, 8099, 8624 |                                                                   |
| 7  | Balatonakarattya, vasútállomás lejáró út                      | 14 | 1190, 1201, 1230, 1510, 1513, 1564, 1592, 1593, 1628, 1728, 1731, 1740, 1742, 1844 5449, 7321, 7322, 7323, 7324, 7325, 7602 személyvonat, gyorsvonat, Katica sebesvonat, Tekergő gyorsvonat | Balatonakarattya megállóhely                                      |
| 8  | Balatonakarattya, üdülő                                       | 13 | 1190, 1201, 1230, 1513, 1593, 1728, 1740, 1844 5449, 7321, 7322, 7323, 7324, 7602 |                                                                   |
| 9  | Balatonkenese, újtelep                                        | 12 | 1190, 1201, 1230, 1593, 1728 7321, 7322, 7323, 7324, 7602 |                                                                   |
| 10 | Balatonkenese, vasútállomás                                   | 11 | 1190, 1201, 1230, 1510, 1513, 1564, 1592, 1593, 1628, 1728, 1731, 1740, 1742, 1844 5449, 7321, 7322, 7323, 7324, 7325, 7602 személyvonat, gyorsvonat, Katica sebesvonat, Tekergő gyorsvonat | Balatonkenese vasútállomás                                        |
| 11 | Balatonfűzfő, vasútállomás                                    | 10 | 2, 5, 6 1190, 1201, 1230, 1510, 1513, 1564, 1592, 1593, 1628, 1728, 1731, 1844 5449, 7321, 7322, 7323, 7324, 7325, 7534, 7602 személyvonat, gyorsvonat, Katica sebesvonat, Tekergő gyorsvonat | Balatonfűzfő vasútállomás                                         |
| 12 | Balatonfűzfő, Rákóczi utca                                    | 9  | 1190, 1201, 1230, 1626, 1728 7325, 7326, 7328, 7332, 7600, 7602, 7653, 7654 |                                                                   |
| 13 | Balatonalmádi, Bauxitkutató Vállalat bejárati út              | 8  | 1190, 1201, 1230, 1626, 1628, 1728, 1731 7325, 7326, 7328, 7333, 7600, 7602, 7653, 7654 |                                                                   |
| 14 | Balatonalmádi, autóbusz-állomás                               | 7  | 1190, 1201, 1230, 1510, 1513, 1529, 1626, 1628, 1728, 1731, 1844 7325, 7328, 7333, 7335, 7341, 7600, 7602, 7653, 7654 |                                                                   |
| 15 | Balatonalmádi (Káptalanfüred), vasúti megállóhely bejárati út | 6  | 1190, 1201, 1529, 1626, 1728, 1844 7335, 7653, 7654 személyvonat, Katica sebesvonat | Káptalanfüred megállóhely                                         |
| 16 | Alsóörs, autóbusz-állomás                                     | 5  | 1190, 1201, 1513, 1529, 1626, 1628, 1728, 1844 7342, 7653, 7654 személyvonat, gyorsvonat, Katica sebesvonat, Tekergő gyorsvonat | Alsóörs vasútállomás                                              |
| 17 | Paloznak, bejárati út                                         | 4  | 1190, 1201, 1626, 1728 7653, 7654 |                                                                   |
| 18 | Csopak, vasúti megállóhely                                    | 3  | 1190, 1201, 1513, 1529, 1626, 1628, 1708, 1728, 1735, 1844 7350, 7355, 7357, 7358, 7363, 7653, 7654, 7804, 7941 személyvonat, Katica sebesvonat | Csopak megállóhely                                                |
| 19 | Balatonfüred, Arács vasúti megállóhely                        | 2  | 3, 4, 6, 7 1190, 1201, 1513, 1626, 1628, 1629, 1630, 1708, 1722, 1723, 1728, 1735, 1844 7345, 7348, 7350, 7352, 7355, 7356, 7357, 7358, 7363, 7653, 7654, 7804, 7941 személyvonat, Katica sebesvonat | Balatonarács megállóhely                                          |
| 20 | Balatonfüred, Arany Csillag                                   | 1  | 3, 4, 6, 7 1189, 1190, 1201, 1513, 1529, 1626, 1628, 1629, 1630, 1708, 1722, 1723, 1728, 1735, 1808, 1844 7345, 7348, 7350, 7352, 7355, 7356, 7357, 7358, 7363, 7653, 7654, 7804, 7941 |                                                                   |
| 21 | Balatonfüred, autóbusz-állomás végállomás                     | 0  | 1, 1B, 2, 2B, 3, 4, 5, 6, 7 1189, 1190, 1201, 1513, 1529, 1626, 1628, 1629, 1630, 1708, 1722, 1723, 1728, 1808, 1844 7345, 7346, 7348, 7350, 7352, 7353, 7355, 7356, 7357, 7358, 7363, 7364, 7653, 7654, 7671, 7673, 7674, 7675, 7682, 7686, 7804, 7941 személyvonat, gyorsvonat, Katica sebesvonat, Kék Hullám sebesvonat, Tekergő gyorsvonat | Balatonfüred vasútállomás                                         |